# Bois-Franc (Montréal)
Pour les articles homonymes, voir Bois-Franc.
Bois-Franc est le plus grand des cinq quartiers de référence de l'arrondissement de Saint-Laurent de la ville de Montréal. 

## Géographie
Le quartier Bois-Franc délimité par Ahuntsic-Cartierville au nord, Dorval à l'ouest, Côte-Saint-Luc et Mont-Royal au sud et Grenet et Du Collège/Hodge à l'ouest.

## Histoire
Le développement résidentiel du quartier s'est amorcé à partir de la fermeture en 1988 de l'aéroport de Cartierville par son propriétaire, la compagnie Bombardier Aéronautique, qui avait fait l'acquisition de Canadair en 1986 et en restait le seul utilisateur. Elle a transféré l'assemblage final de ses appareils à ses installations de l'aéroport international Montréal-Mirabel, tout en gardant son usine en place, et a ensuite planifié le développement du terrain des pistes, qui est devenu enclavé dans le tissu urbain. 
Le terrain, très bien situé, est près de voies majeures de transport, d'une gare de trains de banlieue d'Exo (Bois-Franc) vers le centre-ville de Montréal et du métro Côte-Vertu. Le développement est donc rapidement devenu rentable et s'est ensuite poursuivi à l'ouest par un autre projet résidentiel, le Nouveau Saint-Laurent.